# Erhard Langkau
Erhard Langkau (* 25. Juni 1877 in Samotschin, Kreis Kolmar; † 20. März 1967 in Berlin) war ein deutscher Maler und Grafiker.

## Leben
Langkau besuchte in Berlin von 1888 an die Schule und schloss mit der Obersekunda ab. Da er zunächst ein Handwerk erlernen sollte, besuchte er die Baugewerkschule in Berlin. 1896 legte er dort die Tischler- und Maurergesellenprüfung ab. Dabei wurde ihm mit der Abschlussnote „ausgezeichnet“ im Fach „Freihandzeichnen“ eine künstlerische Begabung bescheinigt. Von 1900 bis 1903 studierte er dann an der Hochschule der bildenden Künste Berlin unter den Professoren Handtke, Woldemar Friedrich und Gustav Boese. Ab 1903 besuchte er zusätzlich die Ateliers von Lovis Corinth, Leo von König und Oskar Kruse.
Den Ersten Weltkrieg verbrachte Langkau in Polen, Galizien, Nordfrankreich und Belgien. Aufgrund seiner zeichnerischen Fähigkeiten wurde er meist als Kartenzeichner zum Generalstab abgeordnet.
Nach Krieg und inflationsbedingtem Vermögensverlust lebte er von den Verkäufen seiner Radierungen und Bilder sowie ab 1921 von Gelegenheitsaufträgen für Plakate und Buchillustrationen.
Langkau nahm als Mitglied des Vereins Berliner Künstler unter anderem 1921 mit der Radierung Meeresstille 1923 anderem mit der Radierung Ein Windstoß an der Großen Kunstausstellungen in Berlin teil. Seine letzte Ruhestätte ist der Heidefriedhof in Berlin-Mariendorf.
Vom 15. Oktober bis zu 3. November 1977 gab es eine Gedenkausstellung im Berliner Deutschlandhaus, in der Aquarelle, Ölbilder und Radierungen zu sehen waren.